# Pingback
A pingback egyike azon három linkback módszernek, melyekkel egy weboldal szerzői értesítést kérhetnek arról, amikor valaki valamelyik oldalukhoz linkel. Míg a pingback automatikus a linkeknél, addig a trackback lehetőséget ad a hivatkozások közötti válogatásra.